# Saulo Dugado
Saulo Soares Palha Dias, mais conhecido como Saulo Dugado (Teresina, 05 de Abril de 1984), é um músico de forró, brasileiro.

## Biografia

### Música
Em 1996, Saulo Dugado deu seus primeiros passos em relação à música nordestina, aprendendo a tocar o acordeão. Oriundo de uma família de juristas que o preferiam advogado, Saulo fugiu à regra e enveredou pela carreira musical.  Até o ano de 2001, trabalhou com o autêntico forró “pé de serra” sendo acompanhado de zabumba, triângulo e pandeiro. A partir de 2002, ampliou a sua banda e gravou o seu 1° disco. A partir daí foi apadrinhado por Frank Aguiar e teve a oportunidade de gravar o seu 2° disco pela FA MUSIC (2004) e lançá-lo por duas vezes no Programa Raul Gil. Logo após(no ano de 2018) Saulo Dugado lançou o 11º disco sendo este ao vivo contemplando o repertório das músicas mais tocadas em 20 anos de carreira. Atualmente conta com 11 discos gravados.

## Discografia

### Álbuns de estúdio
- Dose de Paixão (2002)
- Boi com Boi (2004)
- As três coisas da vida (2005)
- Ao vivo em São Paulo no Patativa (2006)
- Tá do jeito que todo mundo quer (2007)
- Saulo Dugado e Nilson Freire (2001)
- Paixão Ausente (2013)
- Só vivo pra beber (2014)
- Saulo Dugado "Forró e Vaquejada'' (2018)
- Saulo Dugado canta a vaquejada(2018)
- Saulo Dugado "Ao vivo" Turnê 20 anos de carreira(2018)

## Videografia
- DVD Mancha de Batom (2005